# Fuego (Lied)
Fuego (deutsch Feuer) ist ein Lied der albanisch-griechischen Popsängerin Eleni Foureira aus dem Jahr 2018. Text und Musik stammen von Alex Papaconstantinou, Geraldo Sandell, Anderz Wrethov, Viktor Svensson und Didrick. Papaconstantinou und Svensson zeichneten bereits für den zyprischen Eurovisions-Beitrag La La Love aus dem Jahre 2012 verantwortlich. Foureira vertrat Zypern mit dem Titel beim Eurovision Song Contest 2018, wo sie sich im ersten Halbfinale fürs Finale qualifizieren konnte. Dort erreichte sie mit 436 Punkten den zweiten Platz. Dieses Ergebnis ist die beste Platzierung, die Zypern bisher beim ESC erreichen konnte. Das Lied erreichte außerdem Platz 1 der griechischen Digital Singles Charts.

## Rezeption
Bei Wiwibloggs erreichte das Lied einen Wert von 7,61 von 10 Punkten. ESCXTRA bewertete den Beitrag mit 7,13 Punkten.
Der Prinz-Blog bezeichnete den Song in Bewertungen als „klassische ESC-Tanz-Ware aus Zypern“, der die „Wiederauferstehung des ESC-Spirits“ zelebriere.